# Gemmula tessellata
Gemmula tessellata is een slakkensoort uit de familie van de Turridae. De wetenschappelijke naam van de soort is voor het eerst geldig gepubliceerd in 1967 door Powell.